# أبو حناء الجزيرة الجنوبية
أبو حِنَّاء الجزيرة الجنوبية (الاسم العلمي: Petroica australis)؛ هو نَوعٌ يتبعُ فَصيلَة أبي الحِنَّاء الأُستراليِّ المُنتشرة في نيوزيلندا.